# العلاقات التشيكية القرغيزستانية
العلاقات التشيكية القيرغيزستانية هي العلاقات الثنائية التي تجمع بين التشيك وقيرغيزستان.

## مقارنة بين البلدين
هذه مقارنة عامة ومرجعية للدولتين:
| وجه المقارنة                                              | التشيك                                                                            | قيرغيزستان                      |
| --------------------------------------------------------- | --------------------------------------------------------------------------------- | ------------------------------- |
| المساحة (كم2)                                             | 78.87 ألف                                                                         | 199.95 ألف                      |
| عدد السكان (نسمة)                                         | 10.52 مليون                                                                       | 6.20 مليون                      |
| الكثافة السكانية (ن./كم²)                                 | 133.38                                                                            | 31.01                           |
| العاصمة                                                   | براغ                                                                              | بيشكك                           |
| اللغة الرسمية                                             | اللغة التشيكية                                                                    | اللغة الروسية، اللغة القيرغيزية |
| العملة                                                    | كرونة تشيكية، كرونة تشيكوسلوفاكية                                                 | سوم قيرغيزستاني                 |
| الناتج المحلي الإجمالي (بليون دولار)                      | 215.73 مليار                                                                      | 7.56 مليار                      |
| الناتج المحلي الإجمالي (تعادل القوة الشرائية) بليون دولار | 356.15 مليار                                                                      | 20.45 مليار                     |
| الناتج المحلي الإجمالي الاسمي للفرد دولار أمريكي          | 17.55 ألف                                                                         | 1.10 ألف                        |
| الناتج المحلي الإجمالي للفرد دولار أمريكي                 | 31.19 ألف                                                                         |                                 |
| مؤشر التنمية البشرية                                      | 0.878                                                                             | 0.655                           |
| رمز المكالمات الدولي                                      | +420                                                                              | +996                            |
| رمز الإنترنت                                              | .cz                                                                               | .kg                             |
| المنطقة الزمنية                                           | ت ع م+01:00، ت ع م+02:00، توقيت وسط أوروبا، توقيت وسط أوروبا الصيفي، أوروبا/براغ ‏ | ت ع م+06:00                     |

## منظمات دولية مشتركة
يشترك البلدان في عضوية مجموعة من المنظمات الدولية، منها:
| علم المنظمة | اسم المنظمة                        | تاريخ انضمام التشيك | تاريخ انضمام قيرغيزستان |
| ----------- | ---------------------------------- | ------------------- | ----------------------- |
|             | مؤسسة التنمية الدولية              | 1993                | 24 سبتمبر 1992          |
|             | اتفاقية السماوات المفتوحة          | ?                   | ?                       |
|             | منظمة الأمن والتعاون في أوروبا     | 1993                | 30 يناير 1992           |
|             | يونسكو                             | 22 فبراير 1993      | 2 يونيو 1992            |
|             | مؤسسة التمويل الدولية              | 1993                | 11 فبراير 1993          |
|             | منظمة حظر الأسلحة الكيميائية       | ?                   | ?                       |
|             | الأمم المتحدة                      | 19 يناير 1993       | 2 مارس 1992             |
|             | الاتحاد الدولي للاتصالات           | 1993                | 20 يناير 1994           |
|             | منظمة الشرطة الجنائية الدولية      | ?                   | ?                       |
|             | البنك الدولي للإنشاء والتعمير      | 1993                | 18 سبتمبر 1992          |
|             | الاتحاد البريدي العالمي            | ?                   | ?                       |
|             | وكالة ضمان الاستثمار متعدد الأطراف | 1993                | 21 سبتمبر 1993          |
|             | منظمة التجارة العالمية             | ?                   | ?                       |

## وصلات خارجية
- موقع وزارة الخارجية التشيكية